# Pomlewo
Pomlewo este o arie protejată (sit de importanță comunitară — SCI) din Polonia întinsă pe o suprafață de 177,41 ha, integral pe uscat.

## Localizare
Centrul sitului Pomlewo este situat la coordonatele 54°13′22″N 18°24′04″E / 54.2227°N 18.401°E.

## Înființare
Situl Pomlewo a fost declarat sit de importanță comunitară în octombrie 2009 pentru a proteja 1 specie de animale.

## Biodiversitate
Situată în ecoregiunea continentală, aria protejată conține 4 habitate naturale: Lacuri eutrofice naturale cu vegetație de tip Magnopotamion sau Hydrocharition, Formațiuni ierboase bogate în specii de Nardus, dezvoltate pe substraturi silicioase în zone montane (și în zone submontane, în Europa continentală), Mlaștini turboase de tranziție și turbării mișcătoare, Păduri de fag Luzulo-Fagetum.
La baza desemnării sitului se află o specie protejată de  pești: Rhynchocypris percnurus.